# Priesterseminar Bamberg
Das Bamberger Priesterseminar ist die Ausbildungsstätte des römisch-katholischen Erzbistums Bamberg für Priesteramtskandidaten, die keinem Orden angehören.
Die Priesterausbildung findet ergänzend zum Studium der Katholischen Theologie statt und will Bereiche der priesterlichen Ausbildung sicherstellen, die nicht Inhalt wissenschaftlicher Theologie sind. Das ehemalige Gebäude des Priesterseminars wurde 2007 in das so genannte „Bistumshaus St. Otto“ umgewandelt, wohin auch die „Theologische und katechetische Bibliothek“ wieder zurückzog.

## Geschichte

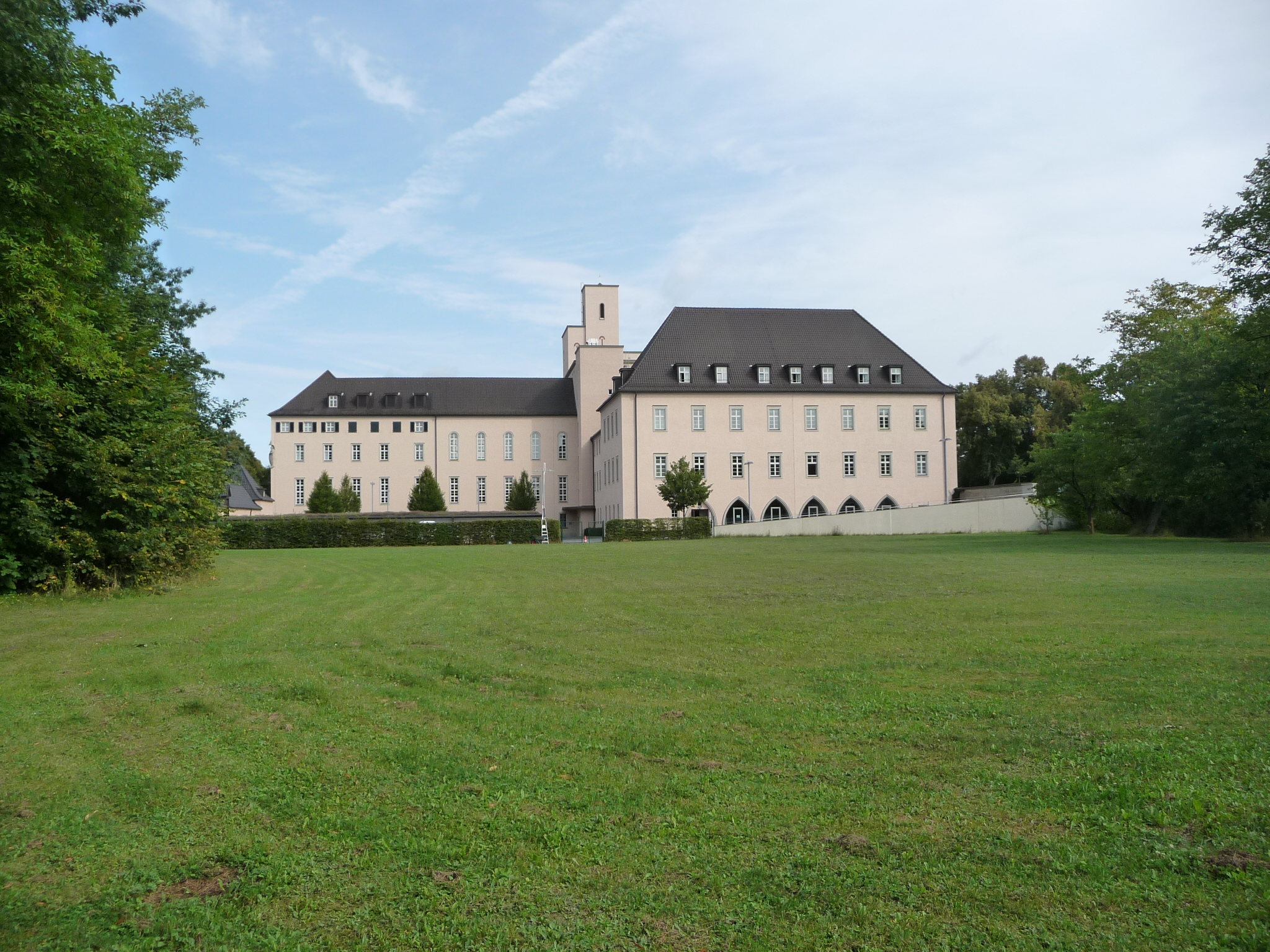
Priesterseminar (2014)

Das Bamberger Priesterseminar geht auf das „Seminarium Ernestinum“ zurück, ein Priesterseminar mit angeschlossener akademischer Ausbildung, das im Jahr 1586 durch Fürstbischof Ernst von Mengersdorf gegründet wurde und sich im Kloster in der Au, damals ein Karmelitenkloster, zwischen den heutigen Straßenzügen Grüner Markt und An der Universität befand. Diese Bauten übernahmen späterhin die Jesuiten, die auch mit der Leitung der Schule betraut wurden.

## Aktuelle Entwicklung
Die Priesteramtskandidaten des Erzbistums Bamberg leben seit 2007, solange die Theologische Fakultät in Bamberg ruht, im Priesterseminar Würzburg und studieren an der Universität Würzburg. In Bamberg wurde jedoch ab dem Wintersemester 2008/09 ein Theologisches Propädeutikum für die Priesteramtskandidaten der Metropolie Bamberg  sowie für alle ostdeutschen Bistümer, die im Regionalseminar Erfurt beheimatet sind, eingerichtet. Ähnlich ist die Lage in Passau, wo ein entsprechendes Propädeutikum für Südbayern eingerichtet wurde.
Mittlerweile studieren die Bamberger Seminaristen in München und leben dort im Herzoglichen Georgianum.